# Ефтим Божинов
Ефтим (Ефто) Божинов е български революционер, деец на Вътрешната македоно-одринска революционна организация.

## Биография
Роден е в 1875 година в кичевското село Свинище, което тогава е в Османската империя. Влиза във ВМОРО и е ръководител на Копачката. В Илинденското въстание през лятото на 1903 година е ранен. От есента на 1906 година е войвода в родното му Кичевско и подпомага двамата районни войводи Павел Наумов и Кръстьо Алексов. През лятото на 1907 година заедно с войводата Дончо Тодоров ликвидират няколко турци в Кичевско.
През 1910 година по време на обезоръжителната акция е арестуван и измъчван.
При избухването на Балканската война в 1912 година е доброволец в Македоно-одринското опълчение във 2 рота на 4 битолска дружина.